# Satan (videojuego)
Satan es un videojuego desarrollado por Dinamic Software en plena edad de oro del software español. Está ambientado dentro del subgénero literario perteneciente a la espada y brujería, de inspiración en la serie Dungeons & Dragons. El videojuego se presentó como un arcade de videoaventura combinado con un videojuego de plataformas. Se desarrolló para las plataformas ZX Spectrum, MSX, Amstrad CPC, Amiga, Atari ST, Commodore 64 y MS-DOS.

## Argumento

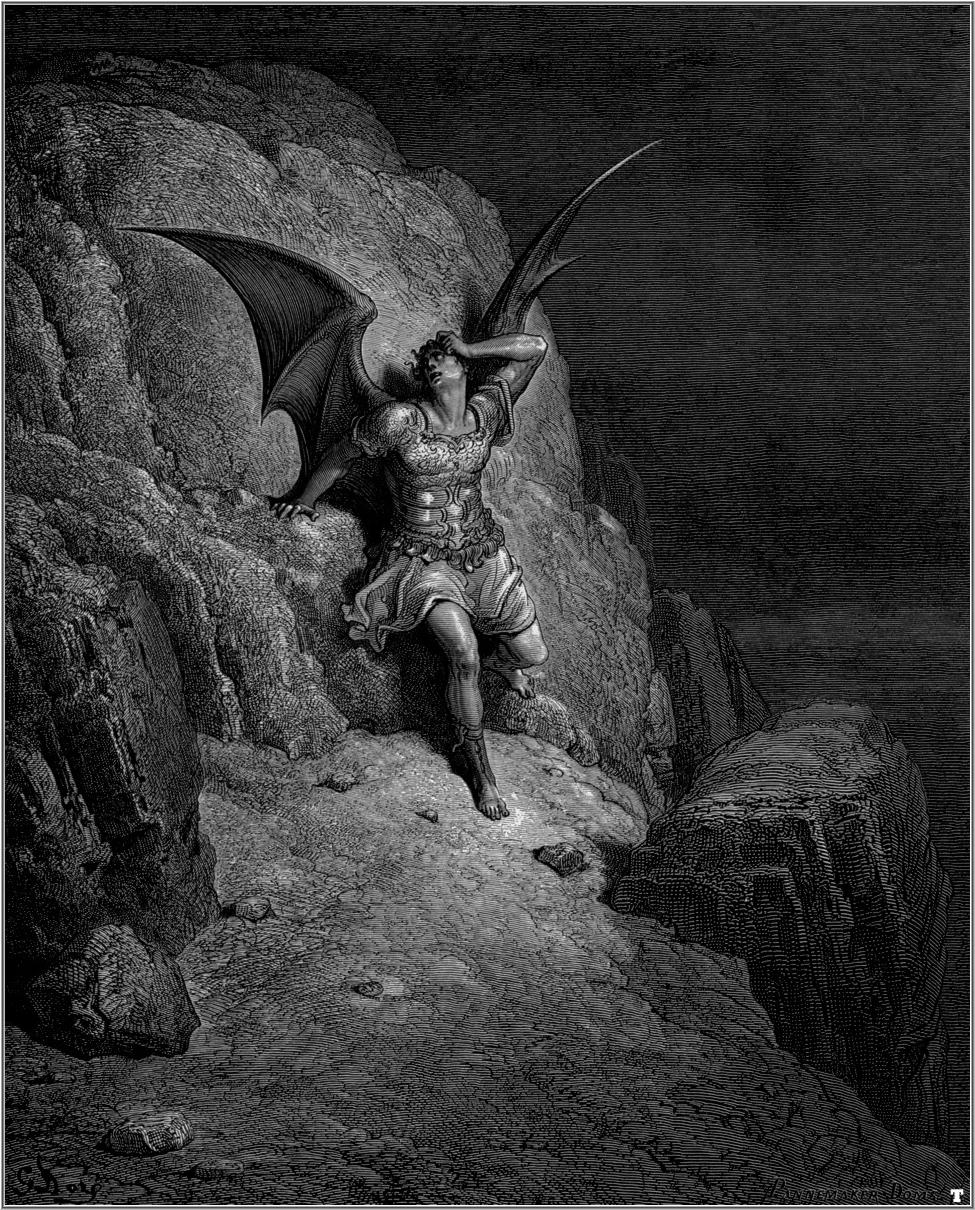
La temática del videojuego hizo referencia a la mitología satánica. En la imagen, representación de Satán, por Gustave Doré para el poema épico El paraíso perdido, de John Milton.

Un guerrero tiene que adentrarse en los avernos para luchar contra las fuerzas del mal y contra el propio Satán, en sus diferentes formas, que se ha apoderado de los magos que gobernaban el universo y el mundo ha caído bajo el influjo satánico. Aunque solamente un mago puede acabar con las fuerzas de Satán, el jugador debe adentrarse en los muros del Palacio de las Nubes para salvar a tiempo el mundo de las fuerzas diabólicas con la magia de parte del guerrero.

## Jugabilidad
El videojuego constó de dos partes independientes, que solo se accedía a través de una clave de acceso que se debía teclear al principio de la carga de la segunda fase. 

### Primera parte
El guerrero debía recoger tres pergaminos para poder convertirse en mago capaz de derrocar a Satán. En su paso por los parajes de la Tierra de la Magia Perdida, el jugador debía destruir a su paso a los Tam Lin, guardianes protectores de los tres pergaminos. Además, el guerrero tenía que enfrentarse a trows (escuderos satánicos), kelpies (leñadores satánicos), nairbs (gárgolas escupe fuegos), etc.

### Segunda parte
Durante la segunda parte del juego, el guerrero debía liberar a los magos presos en los entornos del Palacio de la Nubes y destruir para siempre las fuerzas del mal. Satán, en su infinita maldad, adoptaba distintas formas para acabar con el jugador: cyphers, damiens y demás seres malditos.

## Recepción
El lanzamiento de Satan suscitó cierta polémica ya que la compañía U.S. Gold acusó a Dinamic de plagiar Black Tiger, una conversión del juego de recreativa de Capcom. Dinamic reconoció la inspiración que les suscitó dicho videojuego de U.S. Gold, pero que en ningún caso se dedicaron a copiarlo.